# Tutilimundi

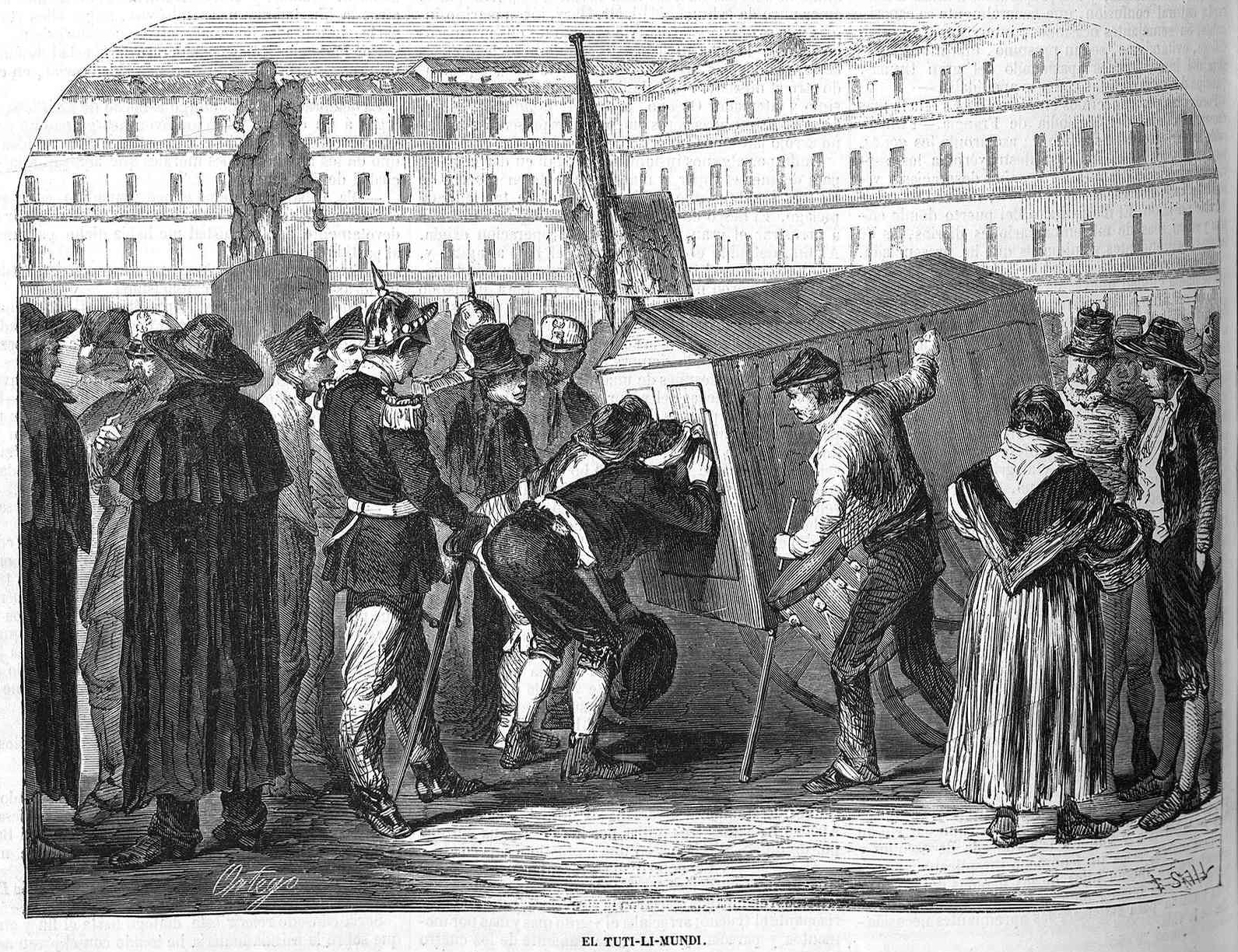
"Tutilimundi" en la Plaza Mayor de Madrid, según grabado de Francisco Ortego publicado en la revista española El Museo Universal, el 28 de julio de 1861.

Tutilimundi (del italiano tutti li mondi -todos los mundos-, también llamado «mundinovi» o «mundonuevo»), fue un popular espectáculo ambulante provisto de una modesta tecnología óptica o mecánica. De supuesto origen italiano o alemán, consistía en un gran artefacto que partiendo de la exhibición de vistas (grabados, acuarelas, panorámicas) en "cajones ópticos de gran tamaño", evolucionó hasta un ingenioso juguete con muñecos movidos por primitivos mecanismos de relojería. Esta reunión de figuras, en movimiento por medio de un efecto óptico, se presentaba dentro de una especie de cosmorama expuesto en un cajón portátil, que se llevaba de feria en feria.
Síntesis de espectáculo popular callejero e "invento sorprendente", los «mundinovi» pueden considerarse precedentes de la primitiva cinematografía, a partir del invento de la linterna mágica atribuido a Atanasio Kircher en 1654.

## Historia
John E. Varey, hispanista e historiador del teatro de títeres en España, data hacia 1539 la mención de pequeños teatros mecánicos conocidos con el nombre de retablos (por su parecido con las tablas pintadas o en relieve), término de origen religioso que luego se aplicó a los títeres manuales. Más tarde se diferenciaron ambos teatrillos, quedando el término retablo para los manuales, mientras los mecánicos empezaron a conocerse como tutilimondi, mondinovi, mundinuevo, y otras variantes, entre las que ha sobrevivido «titirimundi».

### En el diccionario de Autoridades
La Real Academia Española menciona el término tutilimundi por vez primera en su edición de 1884 (dándolo como sinónimo de "totilimundi", "mundinovi" y "mundonuevo"), aunque no la aceptó como voz hasta 1889. El referido "mundonuevo" era, según el diccionario de Autoridades un «arca en forma de escaparate que traen a cuestas los saboyanos, la cual se abre en tres partes, y dentro se ven varias figurillas de madera, que se mueven alrededor mientras él canta una cancioncilla. Otros hay que se ven por un vidrio graduado que aumenta los objetos y van pasando varias perspectivas de palacios, jardines y otras cosas». En 1889 la definición de la Academia incluye un nuevo término: cosmorama, voz que ya figuraba en el Diccionario desde 1869. En posteriores ediciones se barajarían cuatro definiciones, tutilimundi, titirimundi, mundinovi y mundonuevo, comunes a la descripción de un «Cosmorama portátil» (1), o bien una «Colección de figuras o muñecos de representaciones callejeras» (2).

## Mecanismo
Aunque la variedad de modelos y su evolución mecánica a través del tiempo no permite dar como exclusivo un modo de funcionamiento, es interesante recoger la descripción que en 1760 hacía el licenciado Bernardo Montón en su tratado titulado "Secreto de Artes Liberales, y Mecánicas, recopilados y traducidos de varios y selectos autores, que tratan de Phisica, Pintura, Arquitectura, Optica, Chimica, Doradura, y Charoles, con otras varias curiosidades ingeniosas":

Para construir un Gavinete, ó en su lugar una máquina de Optica, que representará Alamedas, Palacios, y Jardines, etc. Mandarás hacer una caxa quadrada de pie y medio, ó dos, esto no importa; pondrás en cada parte perpendicular interior unas lunas, ó espejos, y al lado de estas caras harás dos, ó tres agugeros redondos, ó un solo largo, y estrecho en la madera; luego por esta misma parte quitarás el azogue, que le cupiere por esse lado, para poder mirar en el fondo de la caxa; dentro de esta pondrás los objetos que gustares, como Jardines, Calles, Alamedas, etc., y assí lo que quisieres representar, ya sea de relieve, ó pintado; en fin, tapa la caxa por arriba con un pergamino, el qual debes lavarlo muchas veces en lexia limpia, y clara, y clavarlo sobre una tabla, para que se enjugue; y si quieres darle algun color, toma para verde cardenillo desleído en vinagre, con un poco de cardenillo destilado; para colorado infusion de brasil, assi de los demás colores, advirtiendo, que de quando en quando le darás una mano de barniz, para que participe suficiente luz dentro la caxa.A imitacion de esta máquina se puede construir un Gavinete revestido de lunas, ó espejos, donde el efecto llenaria de admiracion á los que lo viessen. Haviase de escoger un parage a proposito, á fin de que por el techo se pudiesse hacer unos agugeros, para que le comunicasse la luz, y estos se havian de tapar con vidrios cristalinos.

El tutilimundi, artilugio mecánico hermanado con linternas mágicas y cajas catóptricas, fue uno de los grandes difusores en el siglo xix de los cosmoramas, panoramas y dioramas, que en muchas ocasiones se inspiraron o copiaron las colecciones de grabados con ‘vistas’ monumentales publicadas por la fiebre enciclopédica del siglo xviii.

## En los grabados de Goya

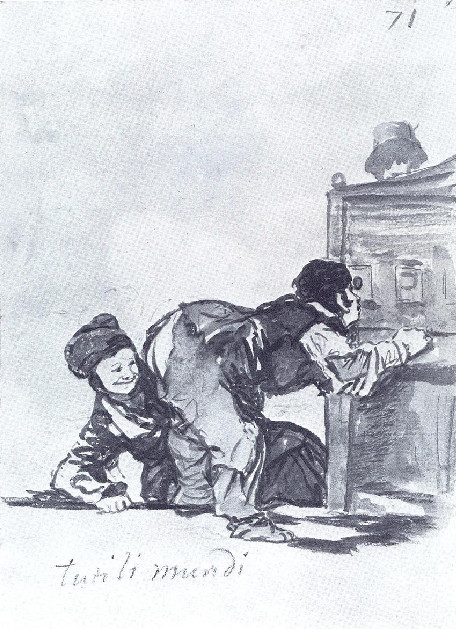
Tutilimundi. Goya, ca.1820.

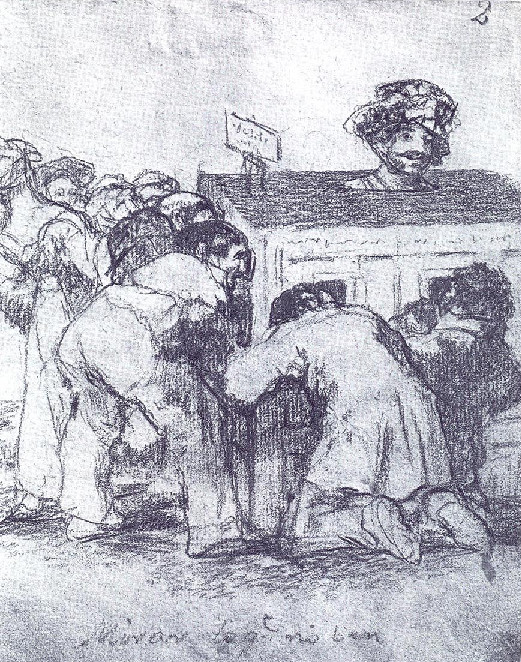
Miran lo que no ven. Goya, ca.1825.

La neoyorquina Hispanic Society of America guarda un grabado de Goya, datado entre 1814 y 1823 y clasificado dentro del Álbum C con el número 71, en el que el pintor satiriza una escena cómico-grotesca en torno a un cosmorama portátil. La obra, una aguada con tinta parda a pluma, pincel y lápiz negro, titulada Ni bien ni mal: tutili mundi, confirma la afición de Goya a las primitivas tecnologías, como su amigo, el dramaturgo Leandro Fernández de Moratín le comentaba a su prima María en una carta de 1817: "Si te intento explicar cómo funciona la cámara oscura, pierdo el tiempo. La manera más fácil es que te lo explique Francisco de Goya".
Al parecer, Goya vio ejemplos de tutilimundi tanto en Madrid como en Burdeos, ya en los últimos años de su vida, lo que se deduce de la datación (1824-1828) de otro grabado conservado en el Hermitage de San Petersburgo y perteneciente a la colección Gerstenberg-Scharf, titulado Miran lo que no ven.

## En la literatura
Varios autores mencionan, describen o loan los ingeniosos juguetes óptico-mecánicos desde el siglo XVIII, ayudando a situar este espectáculo popular y callejero en la geografía europea y americana. Ramón del Valle-Inclán, por ejemplo, lo sitúa en la trama de su "novela de tierra caliente" Tirano Banderas, incluyéndolo en esta descripción fabulosa y esperpéntica:

¡Famosas aquellas ferias de Santos y Difuntos! La Plaza de Armas, Monotombo, Arquillo de Madres, eran zoco de boliches y pulperías, ruletas y naipes. Corre la chusma a los anuncios de toro candil en los portalitos de Penitentes: corren las rondas de burlones apagando las luminarias, al procuro de hacer más vistoso el candil del bulto toreado. Quiebra el oscuro en el vasto cielo, la luna chocarrera y cacareante: Ahuman las candilejas de petróleo por las embocaduras de tutilimundis, tinglados y barracas: los ciegos de guitarrón cantan en los corros de pelados. El criollaje ranchero -poncho, facón, jarano- se estaciona al ruedo de las mesas con tableros de azares y suertes fulleras.

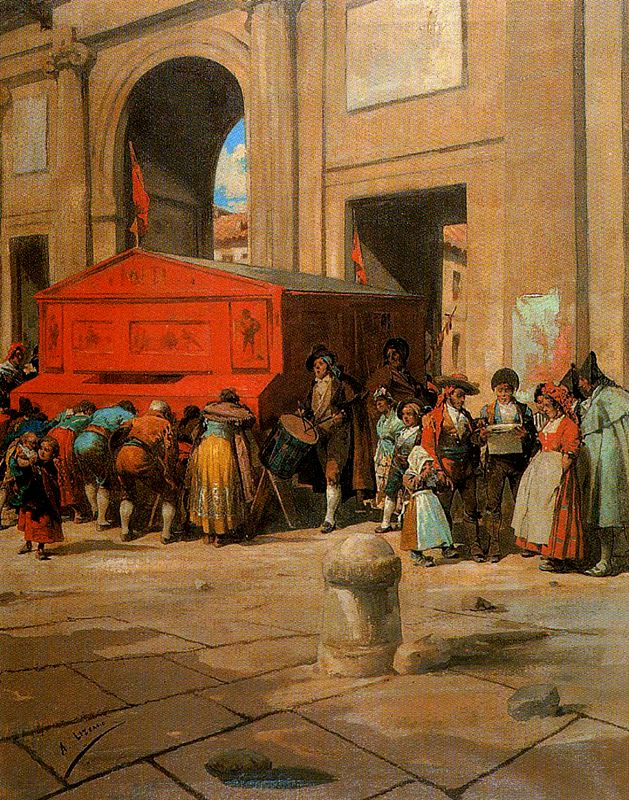
Un gran Titirimundi, junto el arco mayor de la Puerta de Toledo de Madrid, cerca del Campillo del Mundo Nuevo. Óleo de Ángel Lizcano, amigo y colaborador de Galdós, en la ilustración de sus Episodios Nacionales.

También Galdós se hace eco de la fama de este espectáculo popular que, por tener su instalación habitual en el descampado de las inmediaciones de la Puerta de Toledo, pudo dar nombre al Campillo del Mundo Nuevo que aparece en el antiguo callejero de Madrid, y en varias ocasiones sirve de escenario al novelista canario. Así lo describe en el primer libro de Fortunata y Jacinta:

...Por eso el campo del Mundo Nuevo, que es el sitio más desamparado y más feo del globo terráqueo, le pareció una bonita plaza. Salió a la Ronda y echó miradas de artista a una parte y otra. Allí la puerta de Toledo ¡qué soberbia arquitectura! A la otra parte la fábrica del gas... ¡oh prodigios de la industria!... Luego el cielo espléndido y aquellos lejos de Carabanchel, perdiéndose en la inmensidad, con remedos y aun con murmullos de Océano... ¡sublimidades de la Naturaleza!...
Benito Pérez Galdós: Fortunata y Jacinta (libro I, primera parte, cap. IX.4 )

Con el nombre de "titirimundi" aparece ya en autores relativamente más recientes, como Max Aub, en su novela Campo cerrado, o en Ágata ojo de gato, quizá la obra más conseguida de José Manuel Caballero Bonald.